# 9481 Menchú
9481 Menchú è un asteroide della fascia principale. Scoperto nel 1960, presenta un'orbita caratterizzata da un semiasse maggiore pari a 2,2869083 UA e da un'eccentricità di 0,0937733, inclinata di 2,74267° rispetto all'eclittica.